# Maurice Feltin

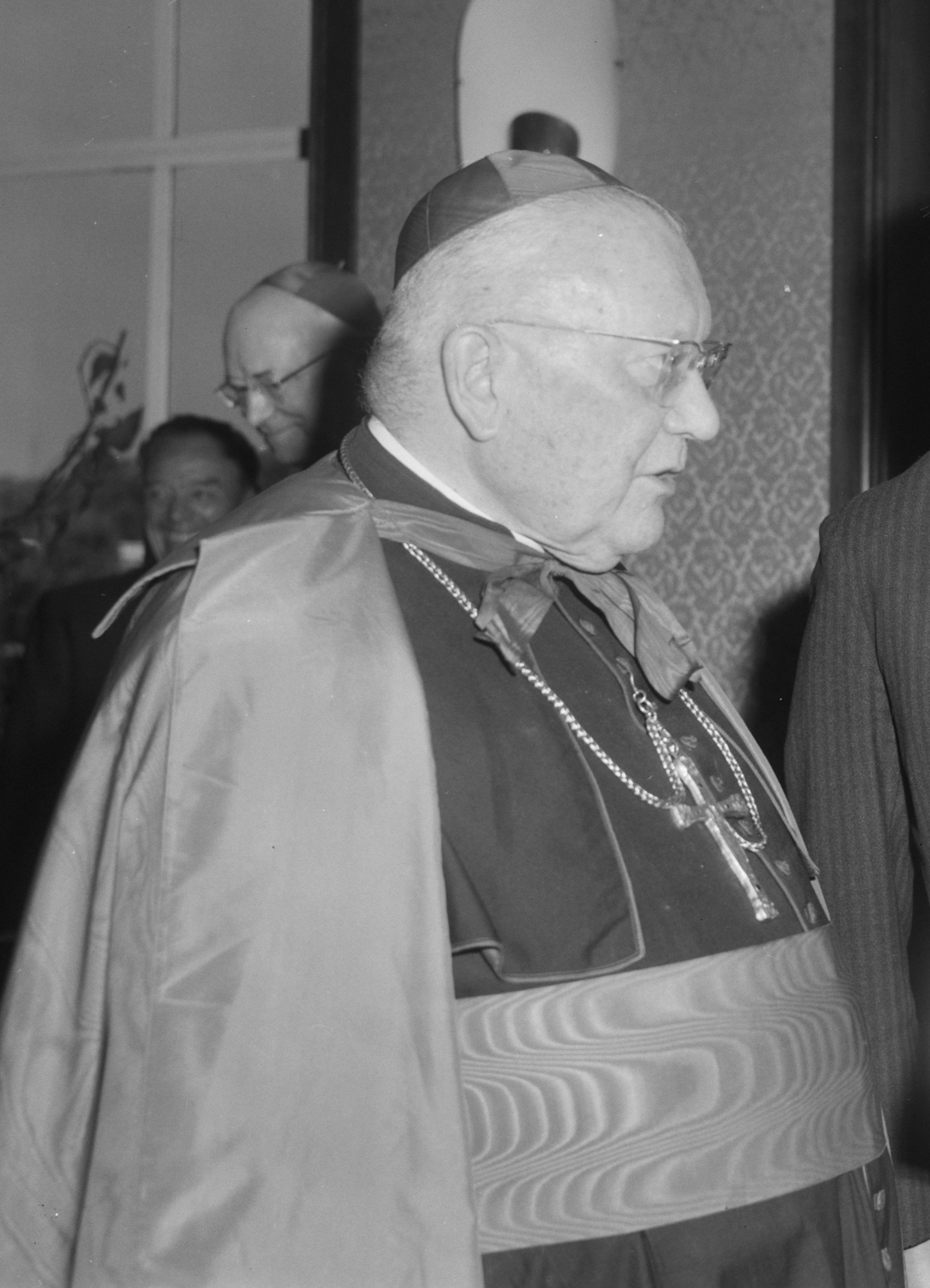
Kardinaal Maurice Feltin, 1964.

Maurice Feltin (Delle, 15 mei 1883 - Thiais, 27 september 1975) was een Franse kardinaal en van 1927 tot 1932 bisschop van Troyes, van 1932 tot 1935 aartsbisschop van Sens, van 1935 tot 1949 aartsbisschop van Bordeaux en van 1949 tot 1966 aartsbisschop van Parijs.

## Levensloop
Maurice Feltin studeerde aan het priesterseminarie van Saint-Sulpice in Parijs. In 1909 werd hij tot priester gewijd, waarna hij tot 1927 als zielzorger in het aartsbisdom Besançon werkte. Tijdens de Eerste Wereldoorlog diende hij als officier in het Franse leger en kreeg hij talrijke militaire onderscheidingen.
Op 19 december 1927 werd Feltin door paus Pius XI benoemd tot bisschop van Troyes, alvorens hij op 11 maart 1928 de bisschopswijding ontving door kardinaal Charles Binet, tevens aartsbisschop van Besançon. Op 16 augustus 1932 werd hij gepromoveerd tot aartsbisschop van Sens en op 16 december 1935 volgde zijn benoeming tot aartsbisschop van Bordeaux. Tijdens de Tweede Wereldoorlog was hij een tegenstander van het Vichy-regime, waarvan het beleid in februari 1944 veroordeeld werd door de Franse bisschoppen.
Enkele jaren na de oorlog, op 15 oktober 1949, werd Feltin door paus Pius XII benoemd tot aartsbisschop van Parijs. Daar zette hij zich vooral in voor de arbeiders in de buitenwijken van de stad en in de jaren 1950 verdedigde hij de beweging van de priester-arbeiders. Op 15 januari 1953 benoemde paus Pius XII hem tot kardinaal, waarbij hij als titelkerk de Santa Maria della Pace in Rome kreeg toegekend. In die hoedanigheid nam hij deel aan de conclaven van 1958 en 1963. Ook nam Feltin van 1962 tot 1965 deel aan het Tweede Vaticaans Concilie. In 1963 veroorzaakte hij controverse toen hij zangeres Édith Piaf een kerkelijke begrafenis weigerde te geven, volgens hem omdat ze in openlijke zonde had geleefd.
Daarenboven was Feltin van 1951 tot 1965 de eerste internationale voorzitter van Pax Christi en van 1964 tot 1969 voorzitter van de Franse Bisschoppenconferentie. Op 21 december 1966 legde hij zijn ambt als aartsbisschop van Parijs neer ten voordele van zijn coadjutor Pierre Veuillot.
Maurice Feltin stierf in september 1975 in Thiais, nabij Parijs. Hij werd bijgezet in de Metropolietenbasiliek in de Notre-Dame van Parijs.
- Bibliothèque nationale de France: cb12450236q (data)
- Gemeinsame Normdatei: 116462299
- International Standard Name Identifier: 0000 0001 0867 1499
- Base Léonore: 19800035/1381/59505
- Nationale Bibliotheek van Israël: 987007261024705171
- Nederlandse Thesaurus van Auteursnamen: 074238175
- Istituto Centrale per il Catalogo Unico: SBLV028033
- Système universitaire de documentation: 033657726
- Virtual International Authority File: 7484098
- WorldCat: E39PBJtmpjG4TJqhGm3F7Brcyd